# Melitaea ambrisia
Melitaea ambrisia är en fjärilsart som beskrevs av Higgins 1935. Melitaea ambrisia ingår i släktet Melitaea och familjen praktfjärilar. Inga underarter finns listade i Catalogue of Life.